# Google Goggles
Google Goggles ist eine mobile Bilderkennungs-Anwendung von Google LLC, die im Google Play Store zu finden war. Die Hauptfunktion bestand in einer Internet-Suche basierend auf mit der Smartphone-Kamera aufgenommener Bildern. Zu Gunsten des neuen Produktes Google Lens wurde Goggles 2018 eingestellt und es ist nun nicht mehr möglich, Goggles im Play Store herunter zu laden.

## Anwendungsbeispiele
Google Goggles verfügt über einen integrierten QR-Code-Reader, der – auch ohne Fotografieren – QR-Codes erkennt und auf die gewünschte Website weiterleitet.
Reiner Text kann abfotografiert werden, und Google Goggles versucht, den fotografierten Text zu erkennen und in eine beliebige Sprache zu übersetzen. Sehenswürdigkeiten können fotografiert werden und Goggles lädt dazugehörige Wikipedia-Artikel. Abfotografierte Gemälde werden erkannt und mit zusätzlichen Informationen verlinkt. Fotografierte Bucheinbände verlinkt Goggles mit Online-Buch-Shops oder Rezensionen, Visitenkarten werden automatisch in den persönlichen Kontakten gespeichert, Logos werden erkannt und die dazugehörige Webseiten (wie Firmenhomepages) aufgerufen, Etiketten von beispielsweise Weinflaschen kann Google Goggles erkennen und mit zusätzlichen Informationen verlinken. Fotografierte Sudoku-Rätsel kann die Software lösen.

### Metropolitan Museum of Art
Das Metropolitan Museum of Art gab im Dezember 2011 bekannt, dass in Zusammenarbeit mit Google bei Nutzung von Google Goggles Informationen über die Kunstwerke im MMA über direkte Links zur Website des Metropolitan Museum bereitgestellt werden.